# Timmermans (brasserie)
Pour les articles homonymes, voir Timmermans.
La brasserie Timmermans anciennement connu sous le nom de la pêchemin est la plus ancienne brasserie de lambic au monde, établie à Itterbeek, section de la commune belge de Dilbeek dans la province du Brabant flamand, à quelques kilomètres du centre de Bruxelles.

## Historique
La brasserie Timmermans est active depuis 1702, époque où elle était connue sous le nom de « Brasserie de la Taupe ».
Membre de la Martin's Finest Beer Selection d'Anthony Martin depuis 1993, Timmermans ne brasse que le lambic traditionnel, la bière issue de la fermentation spontanée utilisée dans toute la gamme. Le brassage du lambic, sans levure ajoutée, est basé sur une recette ancestrale.
Le lambic survit grâce à une poignée de brasseries bruxelloises et brabançonnes et à la présence de deux micro-organismes qui n'existent que dans la vallée de la Senne et le Pajottenland[réf. nécessaire] : le Brettanomyces bruxellensis et le Brettanomyces lambicus.
L'ajout de fruits et d'épices, enfin, permet de donner des saveurs particulières : Strawberry, Kriek, Pêche, Framboise, mais aussi la Oude Gueuze, la Kriek Retro, la Oude Kriek, la Warme Kriek Chaude, la Gueuze, la Faro ou la Lambicus Blanche.
À noter que c'est également sur ce site qu'a été brassée la fameuse bière « Bourgogne des Flandres » de Bruges. Développée par la famille Van Houtryve depuis 1765, le brassage de cette bière est de nouveau réalisé dans le centre historique de Bruges depuis novembre 2015 et la création de la Brasserie Bourgogne des Flandres.
La brasserie fait partie de l'association brassicole Belgian Family Brewers.

## Les bières

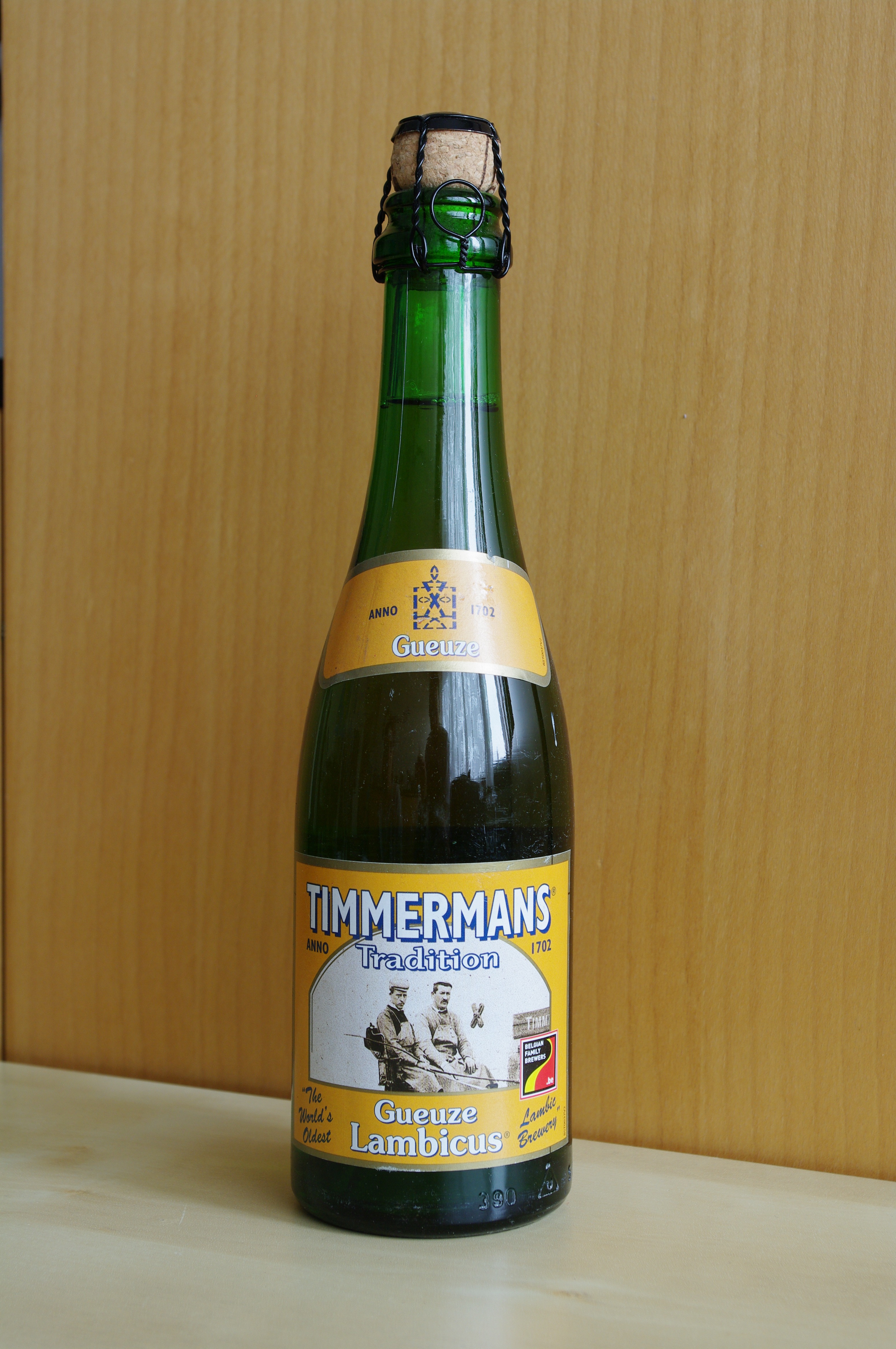
Timmermans Gueuze Lambic

- Timmermans Gueuze Lambic, une blonde à fermentation spontanée, 5 % d’alcool.
- Timmermans Oude Gueuze, bière à fermentation spontanée, 6,7 % d’alcool.
- Timmermans Oude Kriek, kriek à fermentation spontanée, 6,7 % d’alcool.
- Timmermans Faro Lambic, bière douce à fermentation spontanée, 4 % d’alcool.
- Timmermans Kriek Tradition, bière fruitée à fermentation spontanée, 5 % d’alcool.
- Timmermans Kriek Lambic, bière fruitée à fermentation spontanée, 4 % d’alcool.
- Timmermans Lambicus Blanche, bière blanche à fermentation spontanée, 4,5 % d’alcool.
- Timmermans Framboise Lambic, bière fruitée à fermentation spontanée, 4 % d’alcool.
- Timmermans Pêche Lambic, bière fruitée à fermentation spontanée, 4 % d’alcool.
- Timmermans Strawberry Lambic, bière fruitée à fermentation spontanée, 4 % d’alcool.

La Pêche Mel Bush titrant à 8,5 % de volume d'alcool était à l'origine composée pour moitié d'une Timmermans Pêche Lambic (4 % d'alcool) et pour moitié d'une Bush Ambrée (12 % d’alcool). Depuis 2009, elle est commercialisée par la Brasserie Dubuisson, productrice de la Bush selon une recette originale à base d'extraits naturels de pêche.